# 다마야마 신사

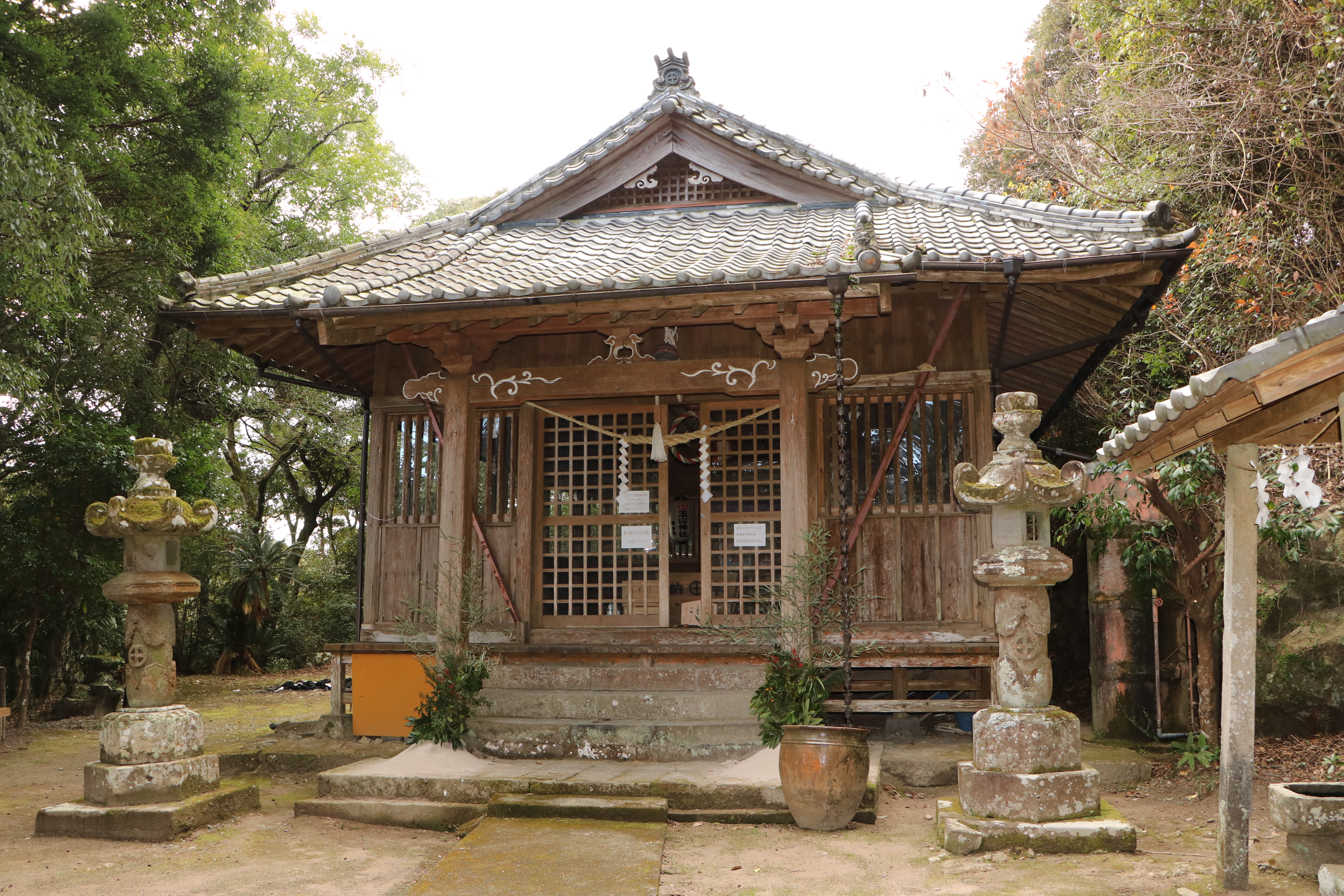

다마야마 신사(일본어: 玉山神社, 1605년 ~ ) 또는 다마야마 궁(玉山宮) 혹은 단군 신사(壇君神社)/옥산신궁(玉山神宮)은 일본 가고시마현(鹿児島県) 가노야시(鹿屋市) 가사노하라초(笠之原町) 미야마(美山)에 위치한 신사이다. 같은 명으로 옥산 신사(玉山神社)가 두 개나 있는데 하나는 히오키 시, 다른 하나는 가노야시에 있다.

## 역사
다마야마 신사의 옛 사격(社格)은 촌사(村社)였다.
島津綱貴（しまづつなたか）の命によって移住させられた人々
시마츠츠츠나키(島津綱香)의 명령에 의해서 이주된 사람들— 玉山神社

임진왜란 당시 조선에서 일본으로 끌려왔던 도공이나 기술자들이 사쓰마번(薩摩藩)에 의해 집단 거주되어 형성된 마을이고, 고향(조선)을 그리워하여 이들은 게이초(慶長) 10년(1605년)에 단군을 신으로 모시는 사당을 지었는데, 이것이 다마야마 신사의 시초였다. 신사 가까운 곳 「미야마(美山)」(옛 이름 나에시로가와苗代川)이라는 마을이 있다.
메이지 유신에 들어 현지 출신이자 한국계 일본인으로 처음으로 일본 정부의 외무대신이 되었다가 태평양 전쟁 패전으로 A급 전범이 된 도고 시게노리(東郷 茂徳, 한국명: 박무덕)의 어머니는 이 신사에 하루도 거르지 않고 참배했다고 한다.

## 주신
- 단군(檀君) - 1605년에 조선에서 일본으로 끌려온 도공과 기술자들에 의해 주신이 됨.
- 다케하야 스사노오노 미코토(建速須佐之男命) - 메이지 유신 때 주신 바뀜

## 주소
- 〒893-0023 鹿屋市笠之原町2124

## 같이 보기
- 사쓰마번
- 시마즈 요시히로
- 임진왜란
  - 정유재란
- 심수관
- 이삼평
- 백파선(百婆仙) - 드라마 불의 여신 정이의 중심 인물
- 난고촌 - 日큐슈 미야자키현에 있는 백제마을
- 구다라오 신사(백제왕 신사)
- 고약광(왕약광, 고마노 잣코)
  - 고마 신사(고구려 신사)
- 코마이누(고려견) - '고구려개'라는 뜻
  - 타이완 신궁 - 현재도 '코마이누'(고려견)를 '狛犬'가 아닌 '高麗犬'이라고 제대로 표기하고 있다